# Улица Ивана Золотаренко (Чернигов)
Улица Ивана Золотаренко (до 2023 года — улица Шевцовой) (укр. Вулиця Івана Золотаренка) — улица в Новозаводском районе города Чернигова, исторически сложившаяся местность (район) Коты. Пролегает от проспекта Мира до улицы Квитки Цысик (Тюленина).
Примыкает улица Кастуся Калиновского (Смирнова).

## История
До 1974 года называлась Пархоменко — в честь революционера, участника Гражданской войны в России 1917—1922 годов Александра Яковлевича Пархоменко. Переименована, когда село Коты вошло в состав города Чернигова, поскольку в Чернигове уже была улица с данным названием. 
10 апреля 1974 года улица Пархоменко была переименована на улица Шевцовой — в честь Героя Советского Союза, члена подпольной организации «Молодая гвардия» Любви Григорьевны Шевцовой, согласно Решению Черниговского исполнительного комитета № 225.
С целью проведения политики очищения городского пространства от топонимов, которые возвеличивают, увековечивают, пропагандируют или символизируют Российскую Федерацию, 1 июня 2023 года улица получила современное название — в честь наказного гетмана Войска Запорожского Ивана Никифоровича Золотаренко, согласно Решению Черниговского городского совета № 30/VIII-15 «Про переименование улиц в городе Чернигове» («Про перейменування вулиць у місті Чернігові»).

## Застройка
Улица пролегает в юго-западном направлении. Парная и непарная стороны улицы заняты усадебной застройкой. Улица не имеет автомобильного проезда со стороны проспекта Мира. 
Учреждения: нет. 